# Сібрайт

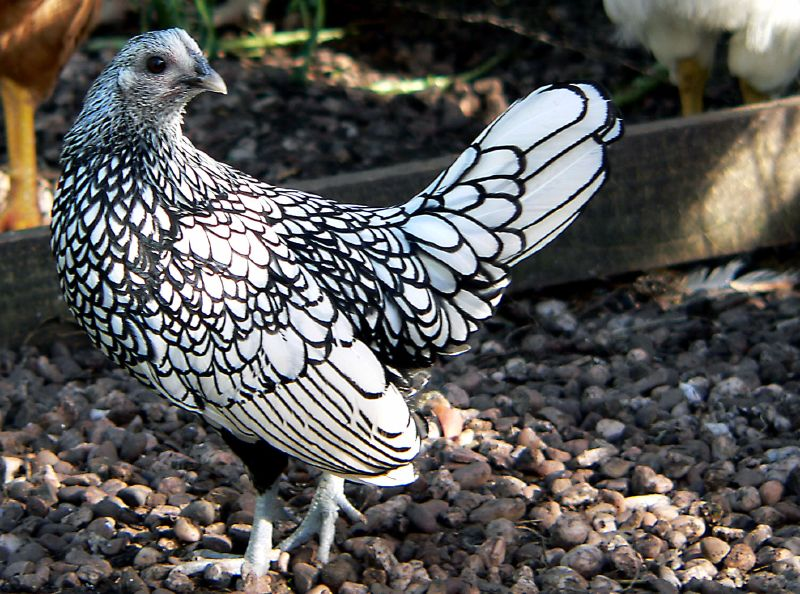
Срібний сібрайт

Сібрайт (англ. Sebright) — декоративна порода курей, виведена в Англії. Створив породу Джон Сібрайт і вперше показав її у 1815 році.

## Історія
Над створенням породи працював англійський лорд сер Джон Сібрайт, тому порода і отримала його ім'я. Родоначальниками породи є півні бентамки і польські курки. Далі до них приєдналися гамбурзькі кури. В результаті такого схрещення вийшов карликовий різновид з красивим облямований пір'ям. Лорд представив своїх декоративних курей громадськості в 1815 році. Варто відзначити, що Джон Сібрайт був лордом, а також вельми шанованою і багатою людиною у Великій Британії. Він ввів моду серед аристократів на цю карликову породу курей. Вплив творця зробило сібрайт популярними серед вищого суспільства Англії. Був навіть створений клуб любителів цієї породи. Ціна однієї особини доходила до 30 фунтів, що на ті часи було захмарною ціною для звичайних англійців, адже це було більше місячного доходу більшості з них.

## Характеристика
Півень важить 500 г, а курка 450 г. У птахів обох статей однаковий тип оперення, тобто у півня немає гострих пір'їн в гриві, попереку і хвості. У півня і курки повинно бути однакове витончене оздоблення на кожній пір'їні. Цього можна досягти, якщо півні будуть курохвостими (без косиць в хвості). Фігура у них стисла, компактна, коротка. Тулуб добре закруглений. Груди сильно опуклі, постава тіла випрямлена. Хвіст віялоподібний, широкий в основі, з кожного боку по сім кермових пір'їн; у молодих птахів верхні кермові пір'я можуть підніматися над іншими на 2 см. Крила опущені, майже торкаються землі і нещільно прилягають до тіла.
Неприпустимими недоліками вважаються велике, грубе, довге тіло, високо підняті і притиснуті до тіла крила, відсутність облямівки пір'я. Курочки проявляють інстинкт насиджування. Несуть в рік 60-90 яєць вагою від 30 г., білого або жовтуватого кольору. При маленькій вазі, сібрайти добре літають.